# Arctowski Peak
Arctowski Peak är en bergstopp i Antarktis. Den ligger i Västantarktis. Argentina, Chile och Storbritannien gör anspråk på området. Toppen på Arctowski Peak är 1 410 meter över havet.
Terrängen runt Arctowski Peak är huvudsakligen kuperad, men åt sydväst är den platt. Arctowski Peak är den högsta punkten i trakten. Trakten är obefolkad. Det finns inga samhällen i närheten.